# Raul de Noronha Sá
Raul de Noronha Sá (Baependi, 22 de dezembro de 1879 — ?, 30 de dezembro de 1953) foi um político brasileiro. Exerceu o mandato de deputado federal constituinte por Minas Gerais em 1934.

## Biografia
Seus pais foram Evaristo Augusto Nogueira de Sá e Amália Noronha Nogueira de Sá. Casou-se com Alexina Leitão Sá.
Estudou no Ginásio Baependiano, em Minas Gerais e, posteriormente, mudou-se para São Paulo capital. Na cidade, cursou a Faculdade de Direito de São Paulo, terminando sua formação na instituição em dezembro do ano de 1903.

## Trajetória política
Em 16 de julho de 1934, depois da nova Constituição ter sido promulgada e Getúlio Vargas ter sido eleito presidente da República no dia 17, seu mandato passou por uma prorrogação, com uma duração que se estenderia até maio de 1935.
Três meses depois, atuou como suplente de deputado federal por Minas Gerais pelo Partido Progressista (PP). Benedito Valadares o convidou para atuar na Secretaria de Educação e Saúde Pública do estado e decidiu não concluir seu mandato, saindo da Câmara no mês de abril do ano seguinte. Ocupou o cargo até novembro de 1937, no período em que o Estado Novo já havia sido instaurado.
Inicialmente, começou atuando como membro do conselho deliberativo do município de Caxambu, em Minas Gerais. Posteriormente, atuou na subprocuradoria dos Feitos da Saúde Pública, na época em que Júlio Bueno estava no governo do estado. Como consultor jurídico de Minas Gerais ficou responsável pelo setor envolvido com estâncias hidrominerais.
Enquanto o político Venceslau Brás estava no governo de Minas Gerais, assumiu tanto a prefeitura das estâncias minerais de Cambuquira quanto a de Lambari. Entretanto, quando Brás assumiu o cargo de presidente da República, no ano de 1914, atuou como oficial de seu gabinete. Permaneceu neste cargo até o fim do mandato de Venceslau Brás em 1918.
Em seguida, atuou na política em Minas Gerais e, em pouco tempo, foi nomeado para um tabelionato no Rio de Janeiro.
Assumiu o posto de deputado federal pelo seu estado natal no ano de 1918, pelo Partido Republicano Mineiro (PRM), e, em maio de 1919, ingressou na Câmara Federal. Consecutivamente reeleito entre os anos de 1921 e 1930, teve de deixar o cargo após a dissolução dos órgãos legislativos do Brasil, quando o então presidente Washington Luís foi deposto pela Revolução. Por quatro anos, ainda neste período, atuou como primeiro-secretário.

Dois anos depois de ter deixado seu cargo, elegeu-se deputado à ANC pelo seu estado, pelo Partido Progressista (PP).